# Brotlaibidol
Brotlaibidol (с нем. — «идол-буханка») — таблички из камня или терракоты эпохи бронзового века, датируемые примерно 2100—1400 гг. до н. э. (конец раннего и начало среднего бронзового века).
До настоящего времени обнаружено около 300 идолов-буханок в различных местах восточно-центральной и южно-центральной Европы, в частности, к югу от озера Гарда в Италии.
На табличках обнаружены насечки в виде геометрических фигур — окружностей, линии, точки, кресты. Назначение этих табличек и смысл изображений на них остаются неясными.